# أولميسارتان/هيدروكلوروثيازيد
أولميسارتان/هيدروكلوروثيازيد، ويُباع تحت الاسم التجاري بينيكار هيدروكلوروثيازيد وغيرها، هو دواء يستخدم لعلاج ارتفاع ضغط الدم. هو مُركب بين أولميسارتان (من مضادات مستقبلات الأنجيوتينسن II) وهيدروكلورثيازيد، مدر للبول. يمكن استخدامه إذا كان أولميسارتان غير كافٍ للتحكم بضغط الدم. يؤخذ عن طريق الفم.
تشمل الآثار الجانبية الشائعة الغثيان، والدوخة، والتهابات الجهاز التنفسي العلوي. قد تشمل الآثار الجانبية الخطيرة القصور الكلوي، الحساسية، اضطرابات الكهارل، وانخفاض ضغط الدم. لا ينصح باستخدامه أثناء فترة الحمل. يعمل أولميسارتان عن طريق منع تأثير أنجيوتنسين II، بينما يعمل هيدروكلوروثيازيد على زيادة فقدان الصوديوم في الكلي.
لا يتوفر أي إصدار عام في الولايات المتحدة اعتبارًا من عام 2017. يكلّفُ العرض الشهري في المملكة المتحدة هيئة الخدمات الصحية الوطنة حوالي 13 جنيهًا إسترلينيًا اعتبارًا من عام 2019. في الولايات المتحدة، تبلغ تكلفة الجملة لهذا المبلغ حوالي 6 دولارات أمريكية. في عام 2016، كان الدواء بترتيب 258 الأكثر وصفًا في الولايات المتحدة بأكثر من مليون وصفة طبية.